# ユキウタ ep.
「ユキウタ ep.」（ゆきうた・イーピー）は、日本のR&BグループのSkoop On Somebodyが2010年12月1日にリリースした通算39枚目（Skoop On Somebodyとしては31枚目）のシングル。

## 概要
「雪の舞い降る4SONGS!」と題している。
「どんなに離れても」はCHEMISTRYの『君をさがしてた〜The Wedding Song〜』等で有名な川口大輔による提供作品。
「どんなに離れても」のミュージック・ビデオにははるな愛が1人2役で出演している。
カップリングでは槇原敬之、DREAMS COME TRUEをカバー。

## 収録曲
1. どんなに離れても
  - 作詞・作曲・編曲：川口大輔
2. Stay Together
  - 作詞：S.O.S.　作曲：JiN　編曲：JiN・川嶋フトシ
3. 北風
  - 作詞・作曲：槇原敬之　編曲：Tomi Yo
4. WINTER SONG
  - 作詩：吉田美和・MIKE PELA　作曲：吉田美和・中村正人　編曲：S.O.S.

### 初回生産限定盤DVD
1. 秋恋 Video Clip
作詞：新堂冬樹　作曲：清水昭男　編曲：鈴木雅也（GROUND BASE）
2. どんなに離れても from “Live in Performance 2010 〜Classic Edition〜 at 大阪いずみホール (2010/8/15)”